# Schweizerischer Rollhockey-Verband
Der Schweizerische Rollhockey-Verband (französisch: Fédération Suisse de Rink-Hockey, italienisch: Federazione Svizzera di Hockey su pista, kurz SRHV) ist der nationale Dachverband für Rollhockey in der Schweiz. Der Verband wurde 1947 in Montreux gegründet und ist seither zuständig für die Organisation des Rollhockeysports im Land. Derzeitiger Sitz ist Luzern. Er ist Mitglied von World Skate und vertritt die Schweiz auf internationaler Ebene. 1924 wurde bereits der Schweizerische Rollsportverband gegründet, in welchem Speedskating und Kunstlauf ebenfalls beheimatet waren. Nach der Trennung vom Rollhockey 1947 wurde 2020 der Dachverband Swiss Skate gegründet, welcher heute wieder alle Rollsportarten verbindet.

## Geschichte
Der Verband wurde 1947 in Montreux gegründet, wo auch eine der traditionsreichsten Rollhockeymannschaften der Schweiz beheimatet ist. Der SRHV übernahm zunächst die Koordination weniger regionaler Mannschaften, entwickelte sich jedoch rasch zu einer zentralen Institution mit einer eigenen Meisterschaftsstruktur.
In den 1960er- bis 1990er-Jahren gewann der Sport in der Schweiz an Popularität, insbesondere durch Vereine wie Montreux HC, Genève RHC und RHC Wimmis. Auch Damen- und Juniorenligen wurden etabliert. In den 2000er- und 2010er-Jahren entwickelte der Verband digitale Plattformen, führte Fortbildungen für Schiedsrichter ein und verstärkte die Jugendarbeit.

## Aufgaben
Der Verband organisiert:
- die nationale Meisterschaft der Männer (Nationalliga A, B, 1. Liga & 2. Liga),
- die Frauenliga,
- die Nachwuchsmeisterschaften (U20 bis U11),
- den Schweizer Cup sowie
- Supercup und Final-Four-Turniere.

Zudem ist der SRHV zuständig für:
- die Auswahl und Betreuung der Nationalteams (Herren, Damen, Junioren),
- die Ausbildung und Lizenzierung von Trainern und Schiedsrichtern,
- die Öffentlichkeitsarbeit und Nachwuchsförderung.[3]

## Mitglieder und Struktur
Der Verband besteht aus knapp 20 Mitgliedsvereinen aus allen drei Sprachregionen der Schweiz. Die Geschäftsstelle arbeitet mehrsprachig und koordiniert den Spielbetrieb in Zusammenarbeit mit regionalen Verantwortlichen und internationalen Gremien.

## Internationale Einbindung
Der SRHV ist Mitglied von:
- World Skate Europe Rink Hockey
- Swiss Olympic
- World Skate.